# Quận Adams, Wisconsin
Quận Adams là một quận nằm ở tiểu bang Wisconsin, Hoa Kỳ. Đến thời điểm năm 2000, dân số quận này là 18.643 người. Quận có diện tích 1678 km². Quận lỵ và thành phố lớn nhất của nó là Friendship6. Quận được lập từ quận Portage. Quận được đặt tên theo John Quincy Adams (1767-1848) - tổng thống Hoa Kỳ giai đoạn 1825 - 1829.